# Помещик

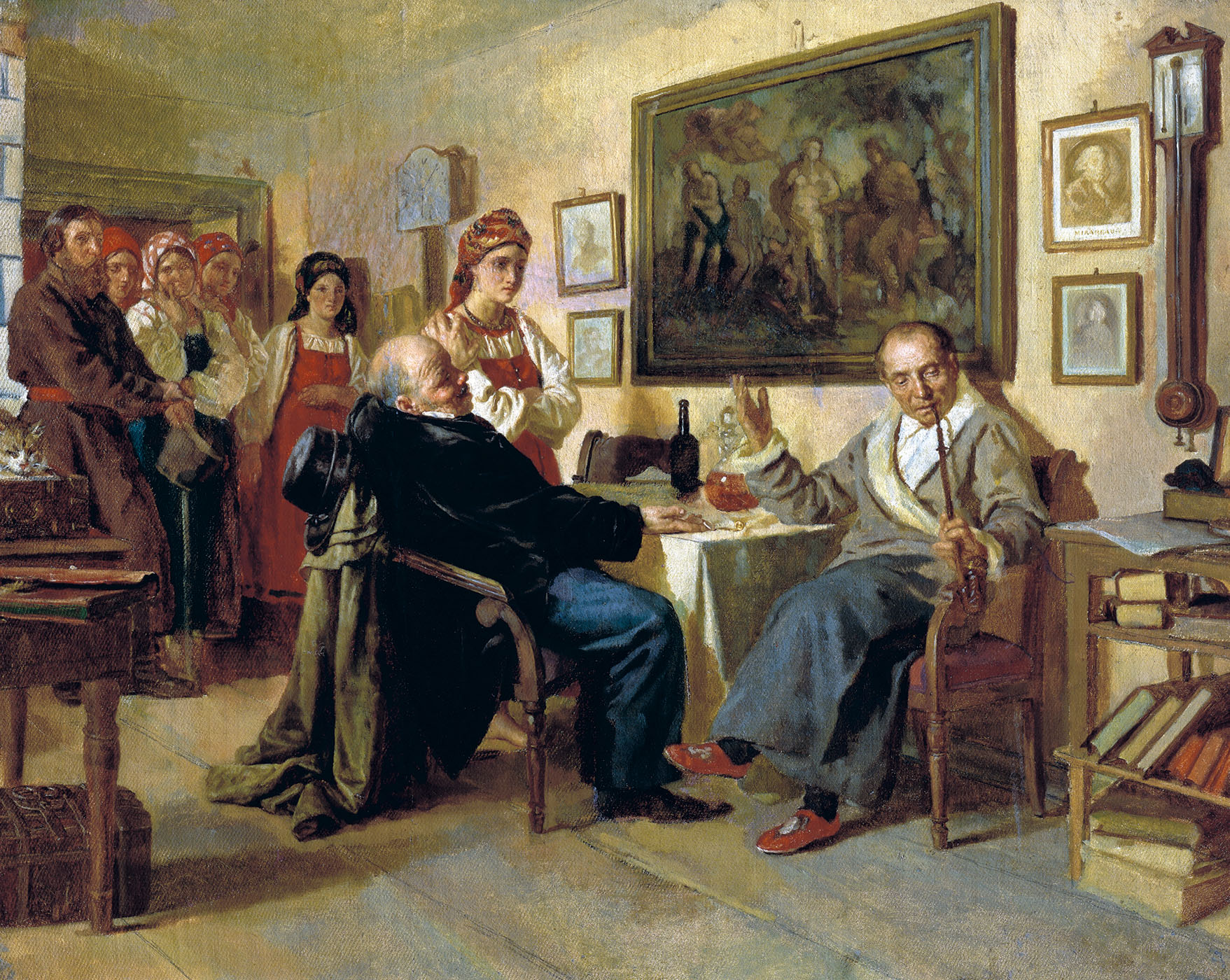
Н. Неврев. «Торг». Один помещик продаёт другому крепостных

Поме́щик — владелец поместья в России в конце XV — начале XX века.
У В. И. Даля в словаре: «Поме́щик, помещица, дворянин, владеющий поместьем, вотчинник; прежде владелец крестьян, ныне владелец населенного именья, жилой земли».

## История
Первоначально (в XVI—XVIII веках) так называли владельца имения, которое предоставлялось служилому человеку (дворянину) по обязательствам службы — военной (в основном) или государственной — на срок службы или пожизненно, в рамках поместной системы. Этим временным и договорным характером владения помещик отличался от вотчинника, владевшего землёй по наследственному праву.

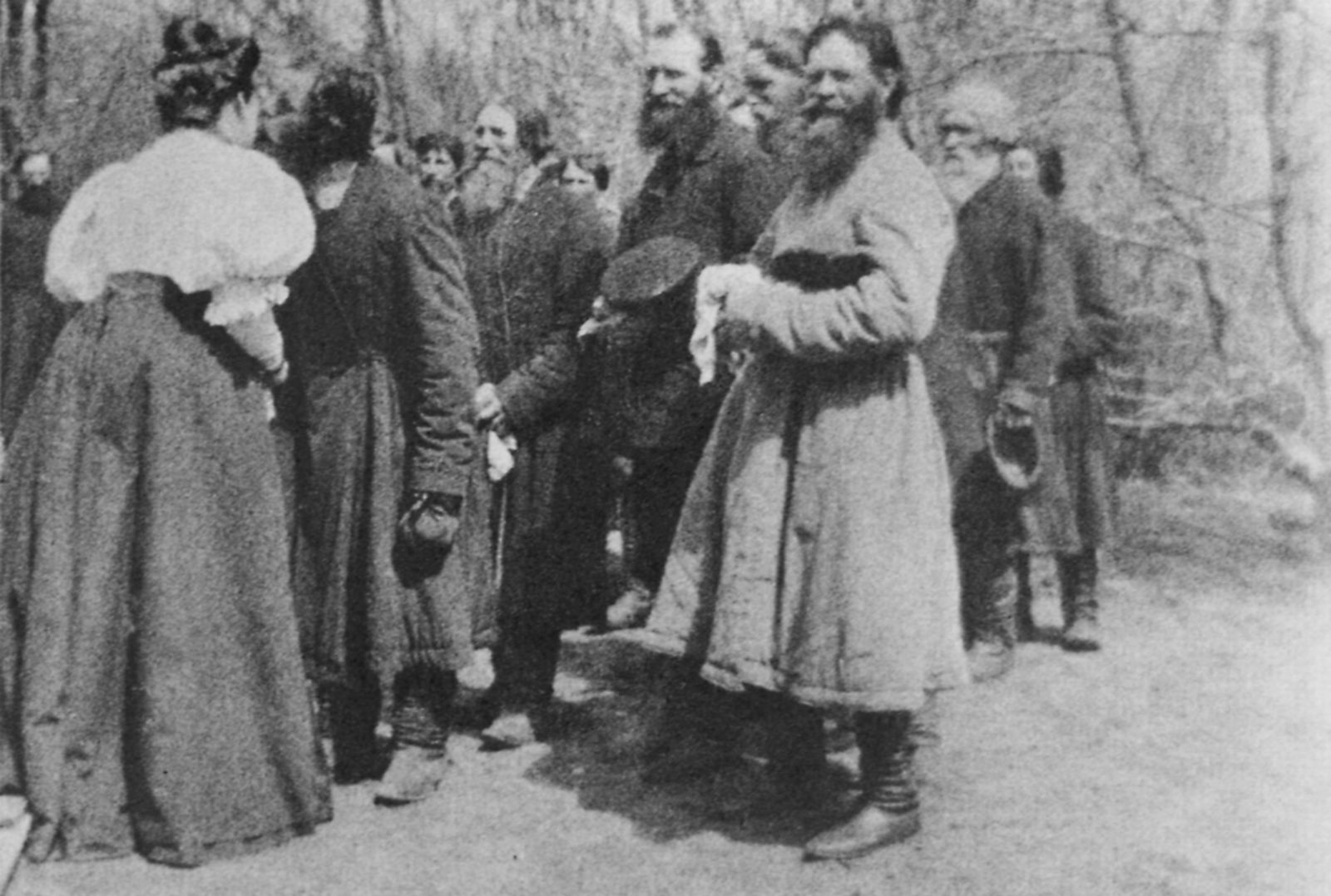
Крестьяне приветствуют помещицу на Пасху.

В начале XVIII века, после установления подушной подати и рекрутской повинности, поместья, de facto, слились с вотчинами. Указ о единонаследии Петра I, от 14 марта 1714 года, юридически оформил это слияние; оба вида земельной собственности были объединены под именем недвижимых имуществ. Отменив этот указ, императрица Анна Иоанновна, указом 17 марта 1731 года подтвердила, тем не менее, соединение поместий и вотчин и установила для тех и других одинаковый порядок наследования. В 1746 году Елизавета Петровна запретила кому бы то ни было, кроме дворян, покупать крестьян и землю. Монопольное право на владение населёнными землями было законодательно закреплено в 1762 году в Манифесте о вольности дворянства. В результате, помещиками стали называть владельцев земель, населённых и обрабатываемых крестьянами; в отличие от землевладельцев, — тех, которые владели землёй без крестьян. После отмены крепостного права в результате реформы 1861 года, помещиками называли землевладельцев из потомственных дворян. Основные земли помещиков находились в центральных губерниях Европейской России и на Украине; в Сибири помещиков практически не было.
Имущественное положение помещиков было очень неоднородно. Основным показателем их состоятельности в 1-й половине XIX века было душевладение. К мельчайшим относились владельцы 1—20 душ (среди них: неимущие — владельцы до 10 душ; малоимущие — владельцы 10—20 душ); мелкопоместные — владельцы от 21 до 100 душ; средние — владельцы от 101 до 500 душ; крупные — владельцы от 501 до 1000 душ; крупнейшие — имевшие более 1000 душ крепостных.
По данным 10-й ревизии 1859—1860 годов, в России было 103,2 тыс. помещиков, владевших 10,7 млн душ. Дворяне, имевшие не свыше 100 душ, составляли 41,6 % от всех помещиков и владели 3,2 % крепостных. Крупнейшие помещики (свыше 1000 душ), которых было только 3,8 %, имели в своей собственности 43,7 % всех помещичьих крестьян.
С отменой крепостного права основным показателем благосостояния помещиков стала их земельная собственность. В 1862 году помещики имели 87,2 млн десятин земли, в 1877-м — 73,1 млн десятин, а в 1905 году — 53,2 млн десятин. Хотя правительство всячески поддерживало дворянское землевладение, оно неуклонно уменьшалось. Значительное количество земли помещики сдавали в аренду. Уменьшалось число помещиков среди дворян: в 1877 году они составляли 56 %, в 1895 — 40 %, а в 1905 — 30 % от всех дворянских семей. К 1905 году более чем по 50 тыс. десятин земли имели 155 крупнейших землевладельцев-помещиков; всего им принадлежало 16,1 млн десятин земли (в целом по России 30 тыс. семей помещиков владели 70 млн десятин земли).
После Октябрьской революции 1917 года на основе Декрета о земле все земли помещиков были национализированы.

## Цитаты о помещиках
Княгиня М. К. Тенишева:

Меня постоянно мучило нравственное убожество наших крестьян и грубость их нравов. Я чувствовала нравственный долг сделать что-нибудь для них, и совсем уж было противно в разговорах со многими из богатых помещиков нашего края слушать, как эти люди, часто без милосердия притеснявшие мужиков, называли их «серыми», презирали, гнушались ими и, как и заводские деятели когда-то в Бежеце, видели только во всем себя и свою выгоду. Как много на Руси таких типов!.. Они думают, что крестьяне не люди, а что-то вроде полуживотных… Слепые, под неприглядной корой они проглядели то, что вылилось когда-то в былины и сказки и тихую, жалобно-горестную песнь о несбыточном счастье…